# Ölsäureethylester
Ölsäureethylester ist eine chemische Verbindung aus der Gruppe der Fettsäureester.

## Vorkommen
Ölsäureethylester wurde in Kakao, Buchweizen, Holunder und Babacofrüchten (Carica pentagona Heilborn) nachgewiesen.

## Gewinnung und Darstellung
Ölsäureethylester kann durch direkte Veresterung von Ölsäure mit Ethylalkohol in Gegenwart von Chlorwasserstoff, Twitchells Reagens oder Chlorsulfonsäure gewonnen werden.

## Eigenschaften
Ölsäureethylester ist eine brennbare, schwer entzündbare, viskose, farblose bis gelbliche Flüssigkeit, die praktisch unlöslich in Wasser ist.

## Verwendung
Ölsäureethylester wird zur Vorbereitung der öligen Phase des selbstmikroemulgierenden Drug Delivery Systems (SMEDDS) für Tacrolimus (Tac) verwendet. Die Verbindung wird auch als Aromastoff eingesetzt.